# Estación Guanillo
Guanillo fue una estación ferroviaria correspondiente al Longitudinal Norte ubicada en la comuna de Monte Patria, en la Región de Coquimbo, Chile. La estación, así como su ruta, fue suprimida debido a la inundación del valle que alberga el embalse La Paloma.

## Historia
La estación Guanillo fue parte de la construcción inicial de segmentos del Longitudinal Norte, en particular, de la sección de ferrocarril que iniciaba en la estación San Marcos y terminaba en la estación Paloma a través de un ferrocarril que inició sus obras en 1889 y las terminó en 1896. Sin embargo, la extensión completa fue inaugurada en 1911, debido a que este segmento del ferrocarril fue entregado al estado chileno inconcluso.
El recorrido original del longitudinal norte era estación El Palqui, estación Guanillo y estación La Paloma; sin embargo, con la construcción del embalse La Paloma que inició en 1959, el trazado de la vía fue modificado, y desde El Palqui se extendió una nueva vía hasta la estación Monte Patria, que era una estación del ramal Paloma-Juntas. Para 1958 ya no era considerada parte de la red.
La estación fue suprimida mediante decreto del 8 de agosto de 1955. Actualmente los cimientos de la estación se encuentran bajo el agua.